# Argyrodes argyrodes
Argyrodes argyrodes är en spindelart som först beskrevs av Charles Athanase Walckenaer 1842.  Argyrodes argyrodes ingår i släktet Argyrodes och familjen klotspindlar. Inga underarter finns listade i Catalogue of Life.

## Bildgalleri

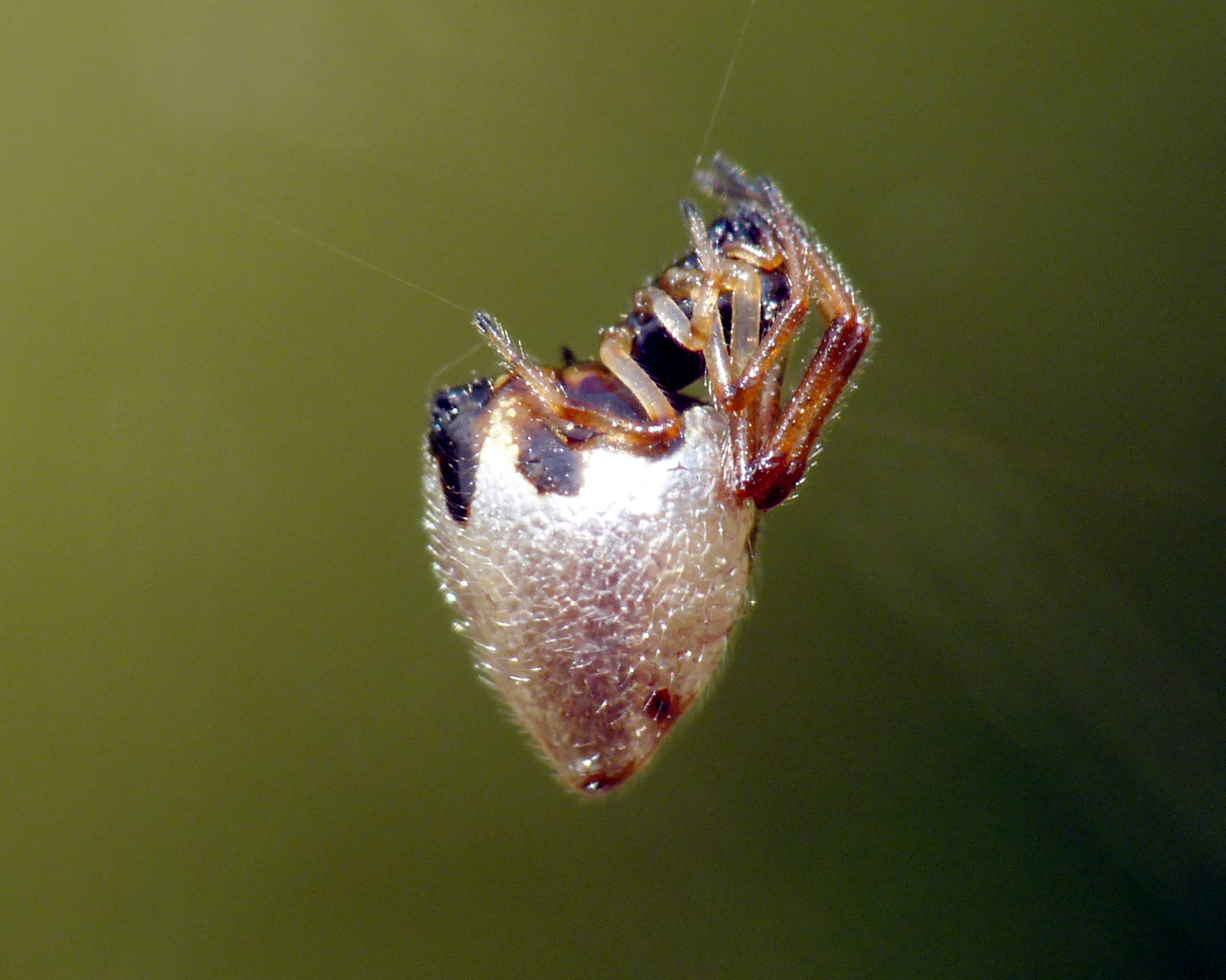